# Вальдахталь
Вальдахталь (нем. Waldachtal) — община в Германии, в земле Баден-Вюртемберг. 
Подчиняется административному округу Карлсруэ. Входит в состав района Фройденштадт.  Население составляет 5791 человек (на 31 декабря 2010 года). Занимает площадь 29,87 км².
Коммуна подразделяется на 5 сельских округов.